# Ulrike Höfken
Ulrike Höfken, née le 14 mai 1955 à Düsseldorf, est une femme politique allemande, membre du parti écologiste Alliance 90 / Les Verts.

## Biographie
Ayant étudié le métier de cultivateur, sciences économiques et linguistique romane à l'université de Bonn elle obtient un diplôme en sciences agronomiques. Elle exerce cette profession au sein de la chambre d'agriculture de Rhénanie, de l'université de Bonn, des instituts de recherche, de Bundestag allemand et le Parlement européen.

## Activité politique

### À Berlin
- De 1994 au 8 juin 2011: Élue députée régionale à la Bundestag (l’assemblée parlementaire de la République fédérale d'Allemagne).
- En 2002 : Porte-parole pour les affaires de consommation du parti parlementaire "Alliance 90/Les Verts".
- De 2002 à 2005 : Porte-parole pour la politique agricole.
- En 2005 : Coordonnatrice adjointe sur la politique du Groupe de travail II, Groupe Environnement et Énergie, des consommateurs et de l'agriculture, du trafic et la construction, du tourisme et des sports.
- Après les élections fédérales allemandes de 2009, elle est porte-parole de la politique alimentaire et de la biotechnologie agricole.

### Au niveau fédéral
De 1991 à 1994, elle est porte-parole des Verts de la Rhénanie-Palatinat. Après les élections législatives régionales de 2011 en Rhénanie-Palatinat une coalition est formée avec les sociaux-démocrates du ministre-président Kurt Beck, ce qui lui permet de devenir, le 18 mai ministre de l'Environnement, de l'Agriculture, de l'Alimentation, de la Viticulture et des Forêts du cabinet Beck V, puis du cabinet Dreyer I en 2013. En 2016, son portefeuille est restreint au sein du cabinet Dreyer II, dont elle est ministre de l'Environnement, de l'Énergie, de l’Alimentation et des Forêts.
Elle annonce son intention de démissionner de ses fonctions le 31 décembre 2020 à la suite d'une contestation juridique d'une pratique de promotion du ministère.